# Der Samen der Areoi
Der Samen der Areoi ist ein post-impressionistisches Gemälde von Paul Gauguin aus dem Jahr 1892. Es zeigt eine polynesische Frau aus Tahiti, die auf einem dunkelblauen Tuch sitzt und in der linken Hand eine junge blühende Pflanze hält. Gauguin gab seinem Bild den tahitianischen Titel Te aa no areois. Das Bild gehört heute zur Sammlung des New Yorker Museums of Modern Art (MoMA).

## Beschreibung
Das Gemälde hat die Maße 92,1 × 72,1 cm und ist in der Technik Öl auf Sackleinen ausgeführt. Das Bild befand sich zunächst in der Sammlung A. Fontaine und war danach im Besitz von Dr. Abel Desjardins. Der Kunsthändler Jacques Seligmann verkaufte das Bild 1936 an den New Yorker Medienunternehmer William S. Paley. Nach Paleys Tod 1990 gelangte seine Kunstsammlung einschließlich des Gemäldes Der Samen der Areoi als Stiftung in das MoMA.
Die auf dem dunkelblauen mit weißen teilweise figürlichen und geometrischen symbolischen Formen verzierten Tuch sitzende Frau hält in der linken Hand eine junge blühende Pflanze. Ihre Füße ruhen auf einem roten Grund. In der linken unteren Ecke steht auf einem liegenden gelben Palmblatt Gauguins Originaltitel des Bildes in der tahitischen Landessprache Te aa no AREOİS. Vorn rechts befindet sich ein kleiner Tisch mit Früchten. Auf der Platte ist Gauguins rote Signatur P. Gauguin 92 zu erkennen. Hinter der Frau befinden sich rosafarbene bis violette Blumen, hinter denen sich eine grüne Wiese erstreckt, auf der Palmen mit gelben Blättern stehen. Die Wiese wird zum Hintergrund hin von Buschwerk begrenzt, und eine tiefe V-förmige Schlucht mit weiß bewölktem Himmel, von steilen blauen Felswänden flankiert, bildet den perspektivischen Abschluss des Bildes. Gauguins Farbauswahl wirkte auf das zeitgenössische Publikum schockierend. Er wählt im Vordergrund des Bildes die Töne Rot, Gelb und Braun, im Hintergrund hingegen Gelb und komplementäres Violett. Um bei den Betrachtern diese Wirkung zu mildern, behauptete er, dass er diese Farbpalette in der tahitischen Landschaft gefunden habe, doch die wahre Farbigkeit der Südsee-Inseln ist eine ganz andere. Aber genau die neuartige Farbgebung macht seine malerische Meisterschaft deutlich. Die Körperhaltung der Frau ist in diesem Bild außereuropäisch inspiriert. Die hieratische oder „priesterliche“ Pose ist altägyptisch, die Position der Arme hat ihr Vorbild in Darstellungen im javanischen Borobudur-Tempel. Die Bereiche des Bildes, mit flacher Farbe, also beispielsweise der Boden unter den Füßen der Frau, weisen keinen Schatten auf, was auf Einflüsse japanischer Malerei schließen lässt. Die Kunstgeschichte sieht in dem Bild aber auch Elemente der westlichen Kultur, wie den Symbolismus des Malers Pierre Puvis de Chavannes, der vor Gauguin ähnliche Posen malte.

## Hintergrund und Deutung
Gauguin war 1891 nach Tahiti gereist und kam im Juni in Papeete an. Dabei war sein romantisches Bild von einem unberührten Paradies teilweise durch die Erzählung Le Mariage de Loti von Pierre Loti geprägt. Er musste jedoch feststellen, dass die französische Kolonialisierung dieses verklärte Bild zerstört hatte. Er versuchte daher die Aspekte dieser Kultur, oder das was er dafür hielt, in seinen Werken zum Ausdruck zu bringen. Daher wählte er tahitianische Titel wie Fatata te miti, Te Faaturuma oder Manao tupapau, um idyllische Landschaften in vermeintlich spirituellen Umgebungen zu zeigen, wobei er einfache Formen wählte. Im Juli 1893 kehrte er in der Hoffnung nach Frankreich zurück, dass er mit seinen neuen Werken endlich Erfolg erzielen würde. 1894 wollte er das Buch Noa Noa veröffentlichen, in dem mehrere Holzschnitte abgedruckt waren, die seine Impressionen aus Tahiti spiegelten. Weder das Buch noch eine Einzelausstellung in der Galerie von Paul Durand-Ruel fanden beim Publikum Anklang, so dass er schließlich im Juli 1895 Frankreich für immer verließ. Gauguins Malerei auf Tahiti war der Anfang einer Kunstrichtung, die sich am Ende des 19. Jahrhunderts mit exotischen Themen befasste. Europäische Künstler, skeptisch der kulturellen Entwicklung Europas gegenüber, fanden in der Ästhetik der sogenannten „primitiven Kulturen“, heute ein rassistischer Begriff, Gefallen und Inspiration für eine neue Kunst, die sie zwar romantisierten, sie aber auch weiterbringen sollte. Gauguin, und vor allem dieses Bild, waren die Wegbereiter der späteren Kunstrichtung Primitivismus, die den Künstlern ermöglichte, beispielsweise auch die Fluchtpunkt-Perspektive seit der Renaissance zu überwinden.

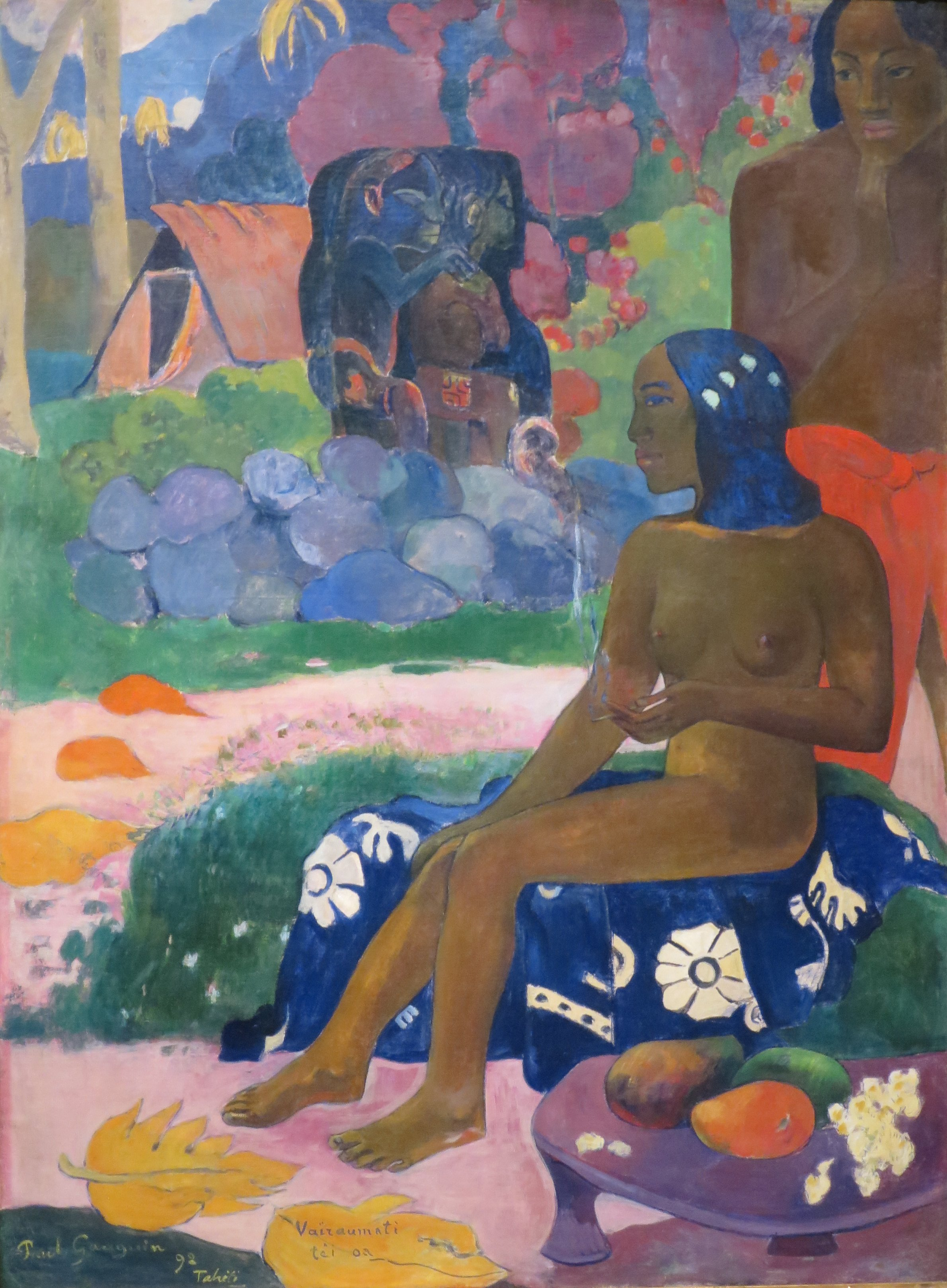
Vairaumati Tei Oa 1892, Puschkin-Museum, Moskau

Das Mädchen ist die dreizehnjährige Tehura, die Geliebte des Malers, die er öfter auf seiner ersten Tahiti-Reise gemalt hat. In diesem Bild stellt Gauguin sie als Vaïraümati, die mythische Erdmutter des tahitischen Areoi-Geheimbundes dar (siehe auch Arioi). Im Puschkin-Museum in Moskau befindet sich noch ein ähnliches Bild mit dem Titel Vairaumati Tei Oa (Ihr Name ist Vairaumati) mit anderem Hintergrund. In ihrer Hand soll es sich um den Sprössling einer Art Mango handeln. Die Areoi bildeten einen religiösen Gemeinschaft, die es allerdings schon lange vor Gauguins Ankunft auf Tahiti nicht mehr gab. Der französische Kolonialismus und die damit verbundene Missionstätigkeit hatten längst das Christentum und die westliche Kultur etabliert. Gauguin wollte aber genau dieser westlichen, wie er schrieb, „Dekadenz“ entfliehen und beschwört in seinem Bild einen vermeintlichen idealen naturverbundenen paradiesischen Urzustand Tahitis. Gauguin behauptete, dass er von seiner Freundin die alten Maori-Legenden erfahren habe, aber die letzten lebenden Menschen, die die Geschichte kannten, traf der Künstler nicht an. Gauguin bezog sein Wissen über die tahitische Religion und Mythen vielmehr aus dem fehlerhaften Reisebericht von Jacques-Antoine Moerenhout mit dem Titel Voyage aux îles du Grand Océan von 1837. Der Künstler hielt immer unbeirrbar, trotz der unangenehmen Realität, an seiner Vorstellung von einem urtümlichen Paradies als Alternative zur westlichen Kultur fest. Hier wollte er sein Glück finden. Nach Ansicht des Kunsthistorikers und Kurators am MoMA, William Rubin ist in seinem Bild die poetische Parallele zwischen Künstler als Schöpfer und der Gottheit, seine Geliebte, dargestellt, wie sie Gauguin schon früher beschäftigte. Es gibt ein Selbstporträt aus seiner bretonischen Phase in der Schule von Pont-Aven von 1889 (Selbstbildnis mit gelbem Christus, Musée d’Orsay), das ihn vor einem gekreuzigten Jesus zeigt und so eine Parallele zwischen ihm, diesmal als Leidenden, und Christus als Gott nahelegt.

## Ausstellungen (Auswahl)

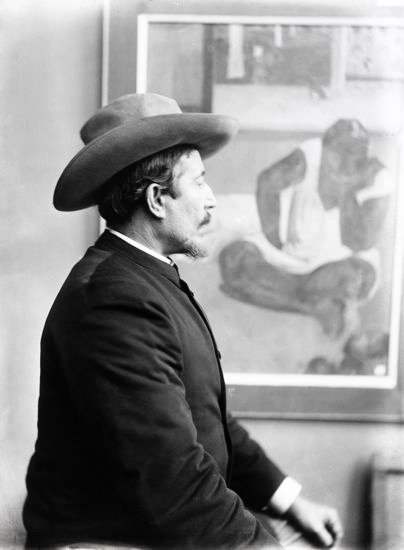
Gaugin in der Ausstellung 1893 vor dem Bild Te Faaturuma

- November 1893: Einzelausstellung in der Galerie von Paul Durand-Ruel mit dem Titel Oeuvres récentes de Gauguin[11]
- 1897: Quatrième Exposition de La Libre Esthétique, Brüssel
- 1928: Paul Gauguin, Kunsthalle Basel
- 1933: Exposition des la décor de la vie sous la Troisième Republique, Louvre
- 1935: L’Impressionisme, Palais des Beaux-Arts de Bruxelles
- 1939/1940: Materpieces of Art, 1939 New York World’s Fair
- 1955: Paintings from Private Collections, The Museum of Modern Art, New York
- 2004: Das MoMA in Berlin. Meisterwerke aus dem Museum of Modern Art, New York, Neue Nationalgalerie, Berlin[1]